# Karl Ludwig Truchseß von Waldburg
Karl Ludwig Truchseß von Waldburg (* 1685 in Königsberg in Preußen; † 22. April 1738 in Berlin) war ein preußischer Generalmajor, Kammerherr von König Friedrich I. sowie Amtshauptmann von Insterburg und Landmarschall von Preußen.
Er war der Sohn von Wolf Christoph Erbtruchseß Graf zu Waldburg (1643–1688) und  Luise Katharina  von Rautter verwitwete de Chiese (auch de la Chièze) († 4. Juni 1703).

## Leben
Am 15. März 1713 wurde er zum Oberstleutnant befördert und am 10. Oktober 1715 zum Oberst. Am 25. August 1725 wurde er zum Generalmajor und zum Kommandeur des Regiments Nr. 11 ernannt.
1722 war er in diplomatischer Mission beim König von Frankreich in Reims und 1723 beim Kaiser in Prag, um dort zur Krönung zu gratulieren. 1723 wurde er ebenfalls Dompropst von Havelberg. Eine Ehre, die er am 19. Dezember 1725 an den Geheimrat Samuel Ludwig von Lüderitz weitergab.
1731 wurde er Chef des Kürassier-Regiments Nr. 11, 1731 und 1737 war er in nochmals in diplomatischer Mission in Dresden. Er soll sehr gut Französisch gesprochen haben, was ihm bei seinen diplomatischen Missionen zugutekam.

## Familie
Er war mit Sophie Charlotte von Wylich und Lottum (1694–1771), Tochter des Philipp Karl von Wylich und Lottum verheiratet.
- Friedrich, geheimer Regierungsrat in Kleve, (* 24. August 1710; † 24. Juni 1757) ⚭ 1738 Gräfin Sophie Charlotte Marie Quadt von Wickrath († 10. März 1762), Tochter von Ludwig Alexander Rölemann von Quadt
- Friedrich Ludwig I. Preußischer Generalmajor (1711–1777)

⚭ 29. Mai 1738 Charlotte Sophie della Chiesa (von Chaise) (* 19. September 1717; † 4. Dezember 1761)
⚭ 7. April 1763 Sophie Luise von Flörke (* 9. Januar 1741; † 11. Februar 1821)
- Friedrich Wilhelm Karl, Landjägermeister, Domherr zu Halberstadt, (* 18. Oktober 1718; † 17. März 1762) ⚭ Sophie Charlotte della Chiesa (von Chaise) (* 15. Juni 1721; † Juni 1759)
- Sophie Dorothea Luise, (* 6. Januar 1723)
- Charlotte Karoline Amalie (* 2. Dezember 1727; † 24. August 1791)

⚭ 29. Juni 1744 Gebhard Johann Friedrich von Keyserlingk, preußischer Staatsminister (* 1699; † 14. September 1761)
⚭ 1763 Heinrich Christian von Keyserlingk, General-Postmeister († 22. November 1787)